# Zaltbommel
Zaltbommel (anhörenⓘ) ist eine niederländische Gemeinde der Provinz Gelderland und hatte am 1. Januar 2025 nach Angaben des CBS 30.396 Einwohner.

## Orte
Die Gemeinde Zaltbommel umfasst folgende Orte (in Klammern die ungefähre Einwohnerzahl am 1. Januar 2024):
- Stadt Zaltbommel, Sitz der Gemeindeverwaltung (13.565);
- mehrere Dörfer:
  - Aalst (2460)
  - Brakel (3125)
  - Bruchem (1895)
  - Delwijnen (575)
  - Gameren (3050)
  - Kerkwijk (420)
  - Nederhemert (1785)
  - Nieuwaal (555)
  - Poederoijen (1140)
  - Zuilichem (1815)
- das an der Westecke des Gemeindegebiets gelegene Schloss Loevestein
- den sehr kleinen Ort Bern (38). Dort im Süden grenzt die Gemeinde an Heusden, das in der Provinz Noord-Brabant liegt.

## Lage und Wirtschaft
Die Stadt Zaltbommel liegt am Südufer des Flusses Waal an der Autobahn A 2 Utrecht – ’s-Hertogenbosch und an der Eisenbahn zwischen diesen beiden Städten. Unweit der Stadt, beim Schloss Loevestein, flossen bis 1904 Waal und Maas, seitdem Waal und Afgedamde Maas zusammen.
Für die Wirtschaft von Bedeutung sind der Tourismus (siehe unten: Sehenswürdigkeiten), der Obst- und Gartenbau (in der Stadt gibt es eine Obstversteigerung) so wie die Industrie (Ziegeleien entlang des Flusses; Kleinbetriebe in der Stadt).
In Zaltbommel befindet sich der Hauptsitz des Milchverarbeitungskonzerns Campina BV.

## Politik

### Sitzverteilung im Gemeinderat
Der Gemeinderat wird seit 1982 folgendermaßen gebildet:
| Partei                          | Sitze | Sitze | Sitze | Sitze | Sitze | Sitze | Sitze | Sitze | Sitze | Sitze | Sitze |
| Partei                          | 1982  | 1986  | 1990  | 1994  | 1998  | 2002  | 2006  | 2010  | 2014  | 2018  | 2022  |
| ------------------------------- | ----- | ----- | ----- | ----- | ----- | ----- | ----- | ----- | ----- | ----- | ----- |
| Zaltbommel Veranderen met Visie | –     | –     | –     | –     | –     | –     | 2     | 3     | 5     | 4     | 5     |
| SGP                             | –     | –     | –     | –     | 3     | 3     | 3     | 4     | 4     | 4     | 5     |
| VVD                             | 2     | 2     | 2     | 2     | 4     | 5     | 3     | 3     | 2     | 2     | 3     |
| ChristenUnie                    | –     | –     | –     | –     | –     | 2     | 3     | 2     | 3     | 3     | 2     |
| D66                             | 1     | 1     | 3     | 3     | 1     | 1     | 1     | 2     | 2     | 1     | 1     |
| CDA                             | 4     | 4     | 3     | 4     | 4     | 4     | 3     | 3     | 2     | 3     | 1     |
| BVNL                            | –     | –     | –     | –     | –     | –     | –     | –     | –     | –     | 1     |
| PvdA                            | 6     | 6     | 5     | 4     | 4     | 5     | 5     | 3     | 2     | 3     | 1     |
| GroenLinks                      | –     | –     | –     | 2     | 1     | 1     | 1     | 1     | 1     | 3     | 1     |
| SP                              | –     | –     | –     | –     | –     | –     | –     | –     | –     | 1     | 1     |
| RPF                             | –     | –     | –     | –     | 2     | –     | –     | –     | –     | –     | –     |
| Gesamt                          | 13    | 13    | 13    | 15    | 19    | 21    | 21    | 21    | 21    | 21    | 21    |

### Kollegium von Bürgermeister und Beigeordneten
Folgende Personen gehören zum Kollegium und die Beigeordneten verwalten folgende Ressorts:
Bürgermeister
- Marnix Bakermans (parteilos; Amtsantritt: 1. August 2024)[1]

Beigeordnete
- Gijs van Leeuwen (SGP): Raum, Wohnen und Kulturgeschichte
- Kees Zondag (Zaltbommel veranderen met Visie): Finanzen, gebietsgezieltes Arbeiten, Sport, Arbeit und Einkommen
- Adrie Bragt (ChristenUnie): Pflege, Wohl, Bildung und öffentlicher Raum
- Willem Posthouwer (VVD): Nachhaltigkeit, Wirtschaft, Verkehr, Kultur und Erholung

Gemeindesekretär
- Wabe Wieringa

## Geschichte

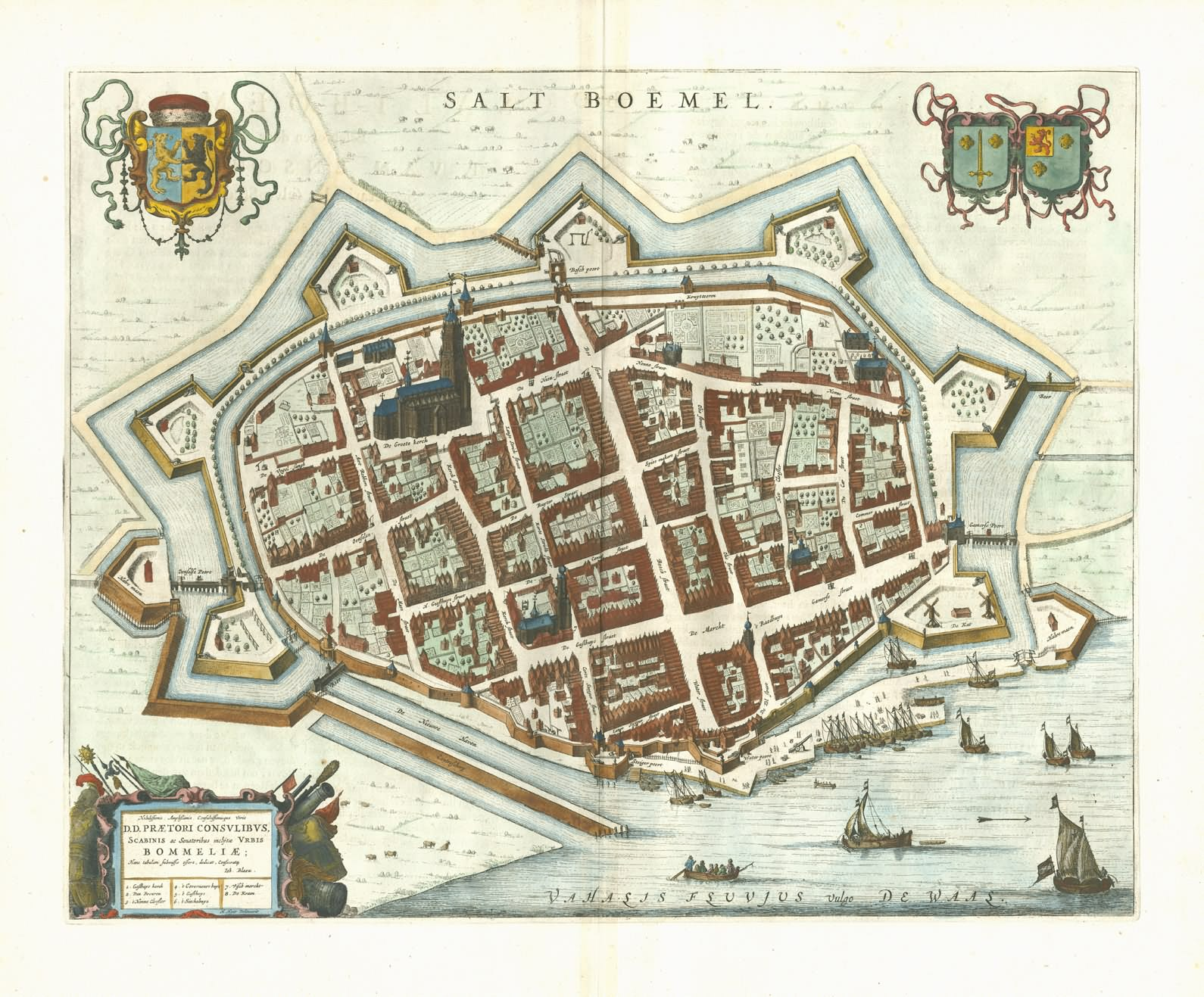
Zaltbommel, Karte von 1649

Bereits im Jahr 850 ist von einem Dorf Bomela die Rede. Im Jahr 999 weilte Otto III. in Zaltbommel und verlieh dem Ort den Zoll sowie das Brau-, Markt-, Münzrecht. Graf Otto II. von Geldern verlieh Zaltbommel 1231 weitere wichtige Stadtrechte, die mit dem Recht zum Mauerbau im Jahr 1316 komplettiert wurden. Graf Rainald I. von Geldern stattete um die Wende zum 14. Jahrhundert außer Zaltbommel einige weitere Gemeinden der Region mit Stadtrechten aus. Diese Städte prosperierten in der Folge. Über die Flüsse, insbesondere den Rhein, lief ein ausgedehnter, auswärtiger Handel. Zaltbommel gehörte zum Geldernschen „Quartier“ (=Amtsbezirk) Nijmegen. Die erste Silbe des Ortsnamens Zalt- hängt mit einem der bedeutendsten Handelsgütern, dem Kochsalz, zusammen. Auch Wein gehörte zu den wichtigen Handelsgütern. In Zaltbommel wurde erheblich Kapital angesammelt.
1412 wurde Zaltbommel von Herzog Rainald IV. von Jülich-Geldern mehrere Wochen lang belagert. Der berühmte Geldernsche Feldherr Maarten van Rossum ließ sich 1535 im damals für das Herzogtum Geldern strategisch wichtigen Zaltbommel ein Haus bauen, das erhalten ist und jetzt das Heimatmuseum beherbergt. Im Oktober 1537 verbanden sich die Geldernschen Ritter und Städte, unter ihnen Zaltbommel, gegen die Pläne Herzog Karl von Egmonds, das Herzogtum bei seinem Tod an den König von Frankreich zu vererben. Am 14. November vereinigten sich Zaltbommel, Roermond, Venlo, Zütphen und Tiel zu einem gegenseitigen Schutz- und Trutzbündnis. Am 19. November lenkte der Herzog ein, am 12. Dezember bestätigte ein Landtag in Nijmegen die alte Erbordnung.
Bis etwa 1600 blühte Zaltbommel. Dann folgte der Niedergang, der u. a. durch die Entstehung einer Sandbank im Fluss und die Konkurrenz von Herzogenbusch verursacht wurde. Zu neuer Blüte kam Zaltbommel im 19. Jahrhundert, als sich mehrere Industriebetriebe in der Hafenstadt niederließen. Die Zaltbommeler behaupten, dass neben dem Meteorologen Christoph Buys Ballot, der hier das Gymnasium besuchte, und Karl Marx, der hier von Lion Philips einen Vorschuss auf das Erbe seiner Mutter Henriette Marx erhalten wollte, auch eine dritte weltbekannte Person, der Komponist Franz Liszt (vermutlich ist das nicht wahr), die Stadt besucht habe. Der Sohn von Lion Philips Frederik Philips und sein Enkel Gerard Philips gründeten 1891 in Eindhoven den Philips-Konzern.

## Sehenswürdigkeiten

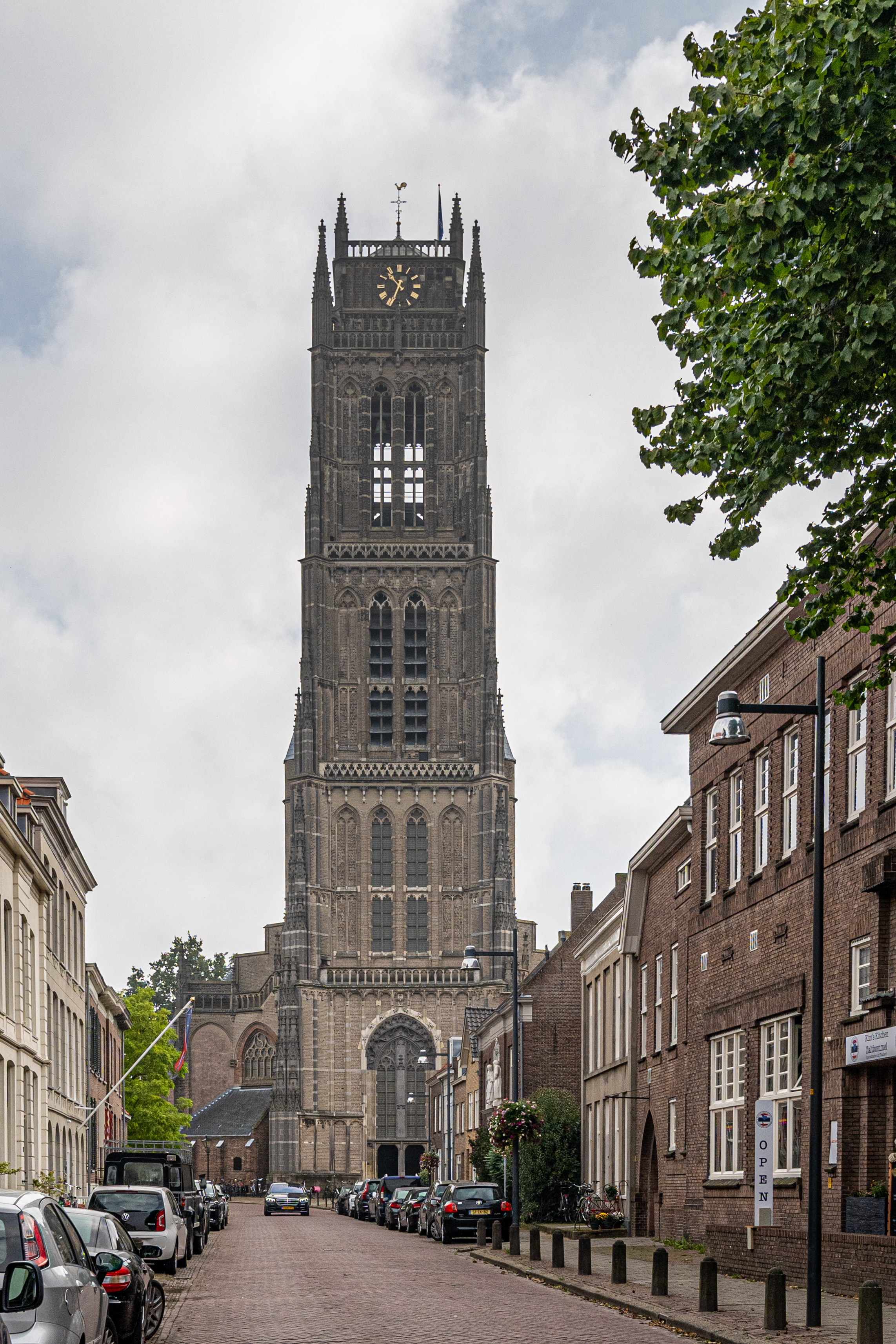
Die Martinskirche

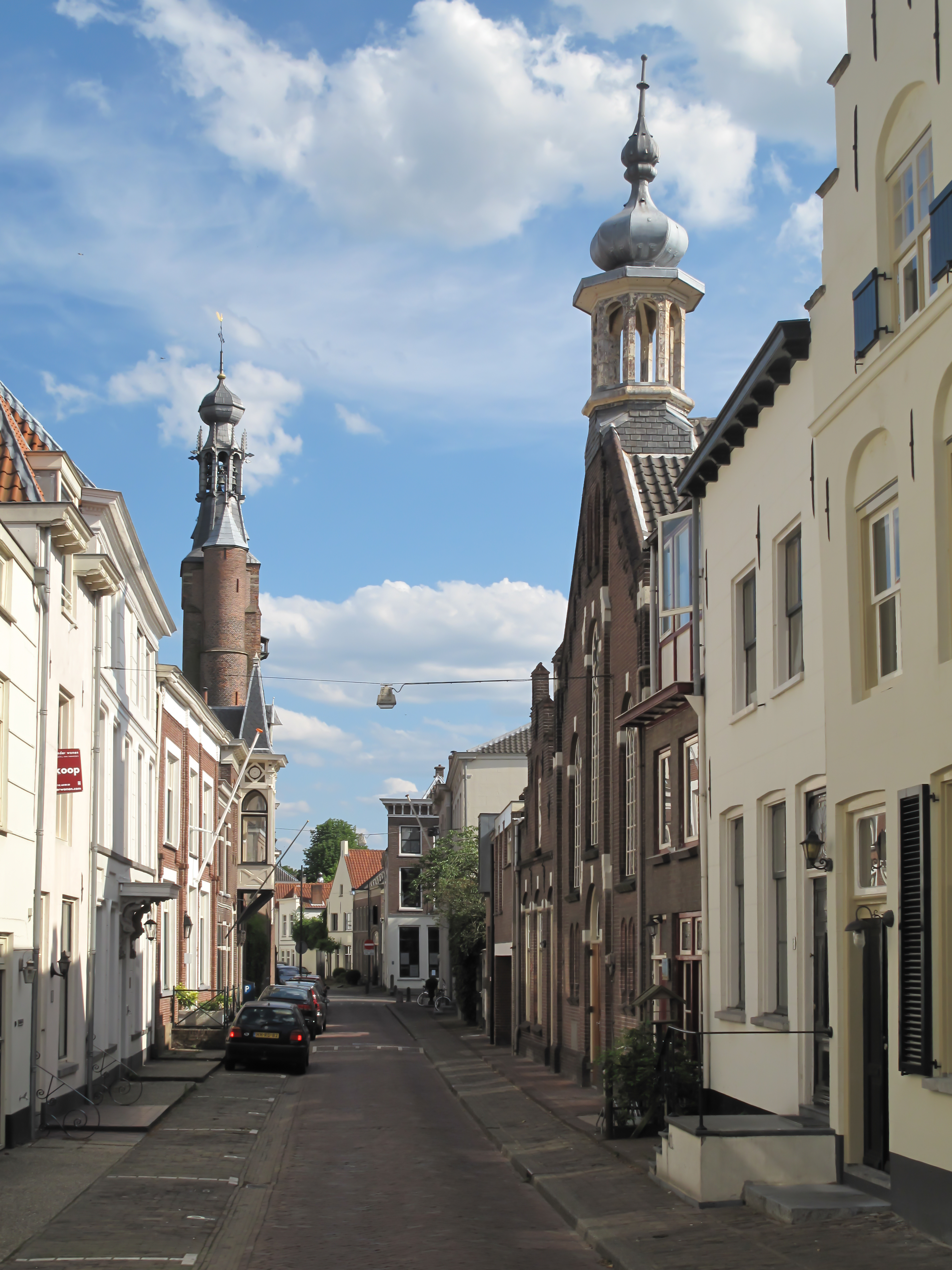
Eben-Haëzerkirche und Gasthuisturm

Wenn nicht anders angegeben, befinden diese sich in der Altstadt von Zaltbommel.
- Schloss Loevestein, eine der interessantesten Burgen der Niederlande, nahe Woudrichem
- gotische Martinikirche, eines der kunsthistorisch bedeutendsten Gotteshäuser der Niederlande
- Museum im Maarten van Rossumhuis
- Gasthausturm
- Reste der Stadtbefestigung
- Mehrere alte Häuser aus dem 17. bis 19. Jahrhundert
- Ruine des 1944 zerstörten Schlosses in Nederhemert
- Hafen von Zaltbommel, ein bedeutender Jachthafen

Im April lohnt sich eine Radtour durch die Umgebung der Stadt, wenn die Obstbäume blühen. Zaltbommel hat ein größeres Hotel.

## Bekannte Söhne und Töchter der Stadt
- Gisbert Schairt (um 1380–1452), Baumeister
- Maarten van Rossum (um 1478–1555), Feldherr
- Hendrik Bakker (um 1496–1570), reformierter Geistlicher
- Henricus Leo (1575–1648), reformierter Geistlicher
- Andreas Essenius, auch Andreas van Essen (1618–1677), reformierter Theologe, Hochschullehrer und -rektor
- Godefridus van Massow (1761–1818), Kaufmann und Ratsherr der Stadt Leyden
- Gerard (1858–1942) und Anton Philips (1874–1951), Industrielle
- Lion Philips (1794–1866) Fabrikant
- Jan Carel Juta (1824–1886) Verleger, Buchhändler und Schwager von Karl Marx, Ehemann von Louise Juta
- Frederik Philips (1830–1900), Industrieller und Bankier, Cousin von Karl Marx
- Christiaan Groothoff (1878–1954), Fußballschiedsrichter
- Peter van Anrooy (1879–1954), niederländischer Komponist und Dirigent
- Conradus Leemans (1809–1893), Archäologe, Ägyptologe und Museumsleiter
- Fiep Westendorp (1916–2004), Illustratorin von Kinderbüchern, u. a. der Annie M.G. Schmidt